# Leandro Daza
Leandro Daza (* 23. Juli 2003) ist ein bolivianischer Leichtathlet, der sich auf den Mittelstreckenlauf spezialisiert hat.

## Sportliche Laufbahn
Erste internationale Erfahrungen sammelte Leandro Daza im Jahr 2024, als er bei den Hallensüdamerikameisterschaften in Cochabamba in 2:00,76 min den sechsten Platz im 800-Meter-Lauf belegte. Ende September gelangte er dann bei den U23-Südamerikameisterschaften in Bucaramanga in 1:52,19 min auf den neunten Platz. Im Jahr darauf belegte er bei den Hallensüdamerikameisterschaften in Cochabamba in 1:54,43 min den sechsten Platz.
2024 wurde Daza bolivianischer Meister im 800-Meter-Lauf im Freien sowie 2025 in der Halle.

## Persönliche Bestzeiten
- 800 Meter: 1:52,19 min, 29. September 2024 in Bucaramanga
  - 800 Meter (Halle): 1:54,43 min, 23. Februar 2025 in Cochabamba